# Liberiakaffe
Liberiakaffe (Coffea liberica) är en kaffeart som ursprungligen kommer från västra delarna av Afrika där Carl von Linnés lärling, Adam Afzelius, upptäckte den vildväxande busken i slutet av 1700-talet. Jämfört med arabiskt kaffe är liberiakaffet en låglandsväxt, samt större och kraftigare. Den är en typisk låglandsväxt som ger ett beskt kaffe med kraftig smak. 
Liberiakaffet svarar för mindre än 1 % av världens kaffeproduktion. Används också som ympunderlag till arabiskt kaffe. Arten är mer anpassad till fuktigt låglandsklimat än andra kaffe-arter. Se även arabiskt kaffe och robustakaffe.
Arten förekommer vild i tropiska Västafrika. Två varieteter erkänns; var. liberica och var. dewevrei.

## Synonymer
var. liberica
- Coffea arnoldiana De Wild., 1901 non De Wild., 1906
- Coffea royauxii De Wild., 1906 pro parte

var. dewevrei (De Wild. & T. Durand) Lebrun, 1941
- Coffea aruwimiensis De Wild., 1906
- Coffea dewevrei De Wild. & T. Durand, 2899
- Coffea dybowskii Pierre ex De Wild., 1901
- Coffea excelsa A. Chev., 1903